# Journal of Leukocyte Biology
Journal of Leukocyte Biology is een internationaal, aan collegiale toetsing onderworpen wetenschappelijk tijdschrift op het gebied van de celbiologie, hematologie en immunologie. De naam wordt in literatuurverwijzingen meestal afgekort tot J. Leukoc. Biol. Het wordt uitgegeven door de Society for Leukocyte Biology en verschijnt 12 keer per jaar. Het eerste nummer verscheen in 1984.